# Regierung Mahama

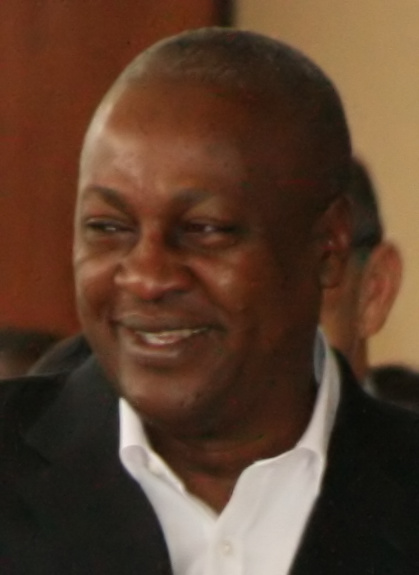
John Dramani Mahama

Der Begriff Regierung Mahama kennzeichnet die Sechste Regierung der Vierten Republik Ghana. Sie wurde gebildet von John Dramani Mahama, der aus den Präsidentschaftswahlen in Ghana am 7. Dezember 2012 als klarer Sieger hervorging. Mahama hatte bereits am 25. Juli 2012 nach dem Ableben des damaligen Präsidenten John Evans Atta-Mills (24. Juli 2012) die Amtsgeschäfte als Präsident der Republik Ghana übernommen.
Den Amtseid als Präsident der Republik Ghana legte John Dramani Mahama am 7. Januar 2013 ab. Nachdem in drei Wahlkreisen Nachwahlen durchgeführt werden mussten,  wurden Ende Januar und im Verlauf des Februar 2013 die Minister und deren Stellvertretender als neue Regierung vom ghanaischen Parlament bestätigt und vereidigt.
Nach der Niederlage bei den Wahlen im Dezember 2016 wurde sie im Januar 2017 abgelöst.

## Sechste Regierung der Vierten Republik Ghanas (2012–2013)

### Minister
| Ministeramt                                                           | offizielle Amtsbezeichnung                           | Minister                      |
| --------------------------------------------------------------------- | ---------------------------------------------------- | ----------------------------- |
| Präsident                                                             | President                                            | John Dramani Mahama           |
| Vizepräsident                                                         | Vice President                                       | Kwesi Amissah-Arthur          |
| Kabinett-Minister (Cabinet Ministers)                                 |                                                      |                               |
| Minister für Äußeres und regionale Integration                        | Minister of Foreign Affairs and Regional Integration | Muhammad Mumuni               |
| Minister für Inneres                                                  | Minister of Interior                                 | William Kwasi Aboah           |
| Minister für Finanzen und wirtschaftliche Planung                     | Minister of Finance and Economic Planning            | Kwabena Duffour               |
| Minister für Verteidigung                                             | Minister for Defence                                 | Joseph Henry Smith            |
| Attorney General und Minister für Justiz                              | Attorney General and Minister of Justice             | Benjamin Kunbuor              |
| Minister für Handel und Industrie                                     | Minister for Trade and Industry                      | Hanna Tetteh                  |
| Minister für Ernährung und Landwirtschaft                             | Minister for Food and Agriculture                    | Kwesi Ahwoi                   |
| Minister für Bodennutzung und natürliche Ressourcen                   | Minister for Lands and Natural Resources             | Mike Allen Hammah             |
| Minister für Energie                                                  | Minister for Energy                                  | Joe Oteng-Adjei               |
| Minister für Verkehr                                                  | Minister for Transport                               | Collins Dauda                 |
| Minister für Straßen und Autobahnen                                   | Minister for Roads and Highways                      | Joe Kwashie Gidisu            |
| Minister für Bildung                                                  | Minister of Education                                | Lee Ocran                     |
| Minister für Umweltschutz, Wissenschaft und Technologie               | Minister for Environment, Science and Technology     | Shirley Ayitey                |
| Minister für Beschäftigung und staatliche Sozialleistung              | Minister for Employment and Social Welfare           | Moses Asaga                   |
| Minister für lokale Verwaltung und ländliche Entwicklung              | Minister for Local Government and Rural Development  | Samuel Ofosu-Ampofo           |
| Minister für Wasserressourcen, öffentliche Arbeiten und Wohnungswesen | Minister for Water Resources, Works and Housing      | Enoch Teye Mensah             |
| Minister für Frauen und Kinderangelegenheiten                         | Minister for Women and Childrn's Affairs             | Juliana Jocelyn Azumah-Mensah |
| Minister für Kommunikation                                            | Minister for Communications                          | Haruna Iddrisu                |
| Minister für Gesundheit                                               | Minister for Health                                  | Joseph Yieleh-Chireh          |
| Nicht-Kabinett-Minister (Non-Cabinet Ministers)                       |                                                      |                               |
| Minister für Tourismus                                                | Minister for Tourism                                 | Akua Dansua                   |
| Minister für Information                                              | Minister for Information                             | Fritz Baffour                 |
| Minister für Jugend und Sport                                         | Minister for Youth and Sports                        | Clement Kofi Humado           |
| Minister für Häuptlingsangelegenheiten und Kultur                     | Minister for Culture and Chieftaincy                 | Alexander Asum-Ahensah        |

### Regionalminister
| Region               | Minister                               |
| -------------------- | -------------------------------------- |
| Ashanti Region       | Kwaku Agyemang-Mensah                  |
| Brong Ahafo Region   | Kwadwo Nyamekye-Marfo                  |
| Central Region       | Ama Benyiwa-Doe                        |
| Eastern Region       | Victor Emmanuel Smith                  |
| Greater Accra Region | Nii Armah Ashitey                      |
| Northern Region      | Moses Magbenba                         |
| Upper East Region    | Mark Woyongo                           |
| Upper West Region    | Amin Amidu Sulemana                    |
| Volta Region         | Henry Ford Kamel († 25. Dezember 2012) |
| Western Region       | Paul Evans Aidoo                       |

## Siebte Regierung der Vierten Republik Ghanas (2013–2016)

### Minister
| Regierung Ghanas 2013 - 2016                                                   | Regierung Ghanas 2013 - 2016                                  | Regierung Ghanas 2013 - 2016                                                                                    | Regierung Ghanas 2013 - 2016 |
| Ministeramt                                                                    | offizielle Amtsbezeichnung                                    | Minister | Vizeminister |
| ------------------------------------------------------------------------------ | ------------------------------------------------------------- | --- | --- |
| Präsident                                                                      | President                                                     | John Dramani Mahama                                                                                             | John Dramani Mahama |
| Vizepräsident                                                                  | Vice President                                                | Paa Kwesi Amissah-Arthur                                                                                        | Paa Kwesi Amissah-Arthur |
| Kabinett-Minister (Cabinet Ministers)                                          |                                                               | | |
| Minister für Äußere Angelegenheiten und Regionale Integration                  | Minister of Foreign Affairs and Regional Integration          | (Frau) Hannah Tetteh                                                                                            | Thomas Kwesi Quartey |
| Minister für Verteidigung                                                      | Minister of Defence                                           | Benjamin Bewa-Nyog Kunbuor                                                                                      | Ebenezer Okletey Tei Larbi (bis 1. Juni 2014), Alexander Segbefia                                                                      |
| Minister des Innern                                                            | Minister of Interior                                          | Mark Owen Woyongo                                                                                               | James Agalga |
| Minister der Finanzen                                                          | Minister of Finances                                          | Seth Terkper | Kweku Rickets Hagan (Jan.2013 - 1. Juni 2014), Cassiel Ato Forson, (Frau) Mona Quartey (ab 1. Juni 2014)                               |
| Generalstaatsanwalt und Minister der Justiz                                    | Attorney General and Minister of Justice                      | (Frau) Marietta Brew Appiah-Oppong                                                                              | Dominic Ayine |
| Minister für Handel und Industrie                                              | Minister of Trade and Industry                                | Ekwow Spio-Garbrah                                                                                              | Nii Lante Vanderpuye (Jan.2013 - 1. Juni 2014), Kweku Rickets Hagan (ab 1. Juni 2014), Murtala Mohammed                                |
| Minister für Energie und Erdöl                                                 | Minister of Energy and Petroleum                              | Emmanuel Armarh Kofi Buah                                                                                       | John Abdulai Jinapor, Benjamin Dagadu                                                                                                  |
| Minister für Ernährung und Landwirtschaft                                      | Minister of Food and Agriculture                              | Fiifi Fiavi Franklin Kwetey (ab 28. Juni 2014)                                                                  | (Frau) Hannah Louisa Bisiw, Alhassan Ahmed Yakubu                                                                                      |
| Minister für Fischerei und Aquakultur-Entwicklung                              | Minister of Fisheries and Aquaculture Development             | (Frau) Hanny Sherry Ayittey                                                                                     | Aquinas Tawiah-Quansah (Jan.2013 - 1.Juni 2014), (Frau) Benita Sena Okity-Duah (ab 1. Juni 2014)                                       |
| Minister für Gesundheit                                                        | Minister of Health                                            | Kwaku Agyemang-Mensah                                                                                           | Alfred Tia Sugri (bis 1. Juni 2014), Victor Asare Bampoe (ab 1. Juni 2014)                                                             |
| Minister für Wasserressourcen, öffentliche Arbeiten und Wohnungswesen          | Minister of Water Resources, Works and Housing                | (Alhaji) Collins Dauda                                                                                          | Vincent Oppong-Asamoah (bis 28. Juni 2014), Samson Ahi, Johnny Osei Kofi                                                               |
| Minister für Bodennutzung und natürliche Ressourcen                            | Minister of Lands and Natural Resources                       | Nii Osah Mills                                                                                                  | (Frau) Barbara Serwaa Asamoah, Ebenezer Okletey Tei Larbi (ab 1. Juni 2014)                                                            |
| Minister für lokale Verwaltung und ländliche Entwicklung                       | Minister of Local Government and Rural Development            | Akwasi Oppong Fosu (bis 30. Mai 2014); Julius Debrah                                                            | Baba Jamal (bis 15.Juli 2014), Emmanuel Agyekum, Edwin Nii Vandepuye                                                                   |
| Minister für Verkehr                                                           | Minister of Transport                                         | (Frau) Dzifa Attivor                                                                                            | (Frau) Joyce Bawa Mogtari |
| Minister für Straßen und Autobahnen                                            | Minister of Roads and Highways                                | (Alhaji) Insuah Fuseini                                                                                         | Isaac Adjei-Mensah |
| Minister für Kommunikation                                                     | Minister of Communication                                     | Edward Omane Boamah                                                                                             | Felix Kwakye Ofosu, Ato Sarpong |
| Minister für Information                                                       | Minister of Information                                       | Mahama Ayariga (bis 28. Juni 2014)                                                                              | |
| Minister für Bildung                                                           | Minister of Education                                         | (Frau) (Naana) Jane Opoku-Agyemang                                                                              | Samuel Okudzeto-Ablakwa, Alex Kyeremeh                                                                                                 |
| Minister für Umwelt, Wissenschaft, Technologie und Innovation                  | Minister for Environment, Science, Technology and Innovation. | Akwasi Oppong-Fosu                                                                                              | (Frau) Bernice Heloo, Musheibu Mohammed-Alfa (bis 1. Juni 2014), Alfred Tia Sugri (ab 1. Juni 2014)                                    |
| Minister für Frauen und Kinderangelegenheiten                                  | Minister of Women and Children's Affairs                      | (Frau) (Naana) Oye Lithur                                                                                       | (Frau) Benita Sena Okity-Duah (Jan.2013 - 1. Juni 2014) (Frau) Dela Sowah (ab 1. Juni 2014), Joseph Alexander Ackon (ab 28. Juni 2014) |
| später Umbenennung in:                                                         |                                                               | (Frau) (Naana) Oye Lithur                                                                                       | (Frau) Benita Sena Okity-Duah (Jan.2013 - 1. Juni 2014) (Frau) Dela Sowah (ab 1. Juni 2014), Joseph Alexander Ackon (ab 28. Juni 2014) |
| Minister für geschlechtsbezogene Gleichstellung, Kinder und soziale Sicherheit | Minister of Gender, Children and Social Protection            | (Frau) (Naana) Oye Lithur                                                                                       | (Frau) Benita Sena Okity-Duah (Jan.2013 - 1. Juni 2014) (Frau) Dela Sowah (ab 1. Juni 2014), Joseph Alexander Ackon (ab 28. Juni 2014) |
| Minister für Beschäftigung und soziale Wohlfahrt                               | Minister of Employment and Social Welfare                     | Haruna Iddrisu (bis 15. Juli 2014, erneut ab 1. November 2014), Baba Jamal (ab 16. Juli 2014 - 31.Okt.2014 (?)) | |
| später Umbenennung in:                                                         |                                                               | Haruna Iddrisu (bis 15. Juli 2014, erneut ab 1. November 2014), Baba Jamal (ab 16. Juli 2014 - 31.Okt.2014 (?)) | |
| Minister für Beschäftigung und Arbeitsverhältnisse                             | Minister of Employment and Labour Relations                   | Haruna Iddrisu (bis 15. Juli 2014, erneut ab 1. November 2014), Baba Jamal (ab 16. Juli 2014 - 31.Okt.2014 (?)) | |
| neu geschaffen am 21. November 2014:                                           | neu geschaffen am 21. November 2014:                          | Kwabena Donkor                                                                                                  | |
| Minister für Elektroenergie                                                    | Minister of Power                                             | Kwabena Donkor                                                                                                  | |
| Nicht-Kabinettsminister (Non-Cabinet Ministers)                                |                                                               | | |
| Minister für Häuptlings- und Traditions-Angelegenheiten                        | Minister of Chieftaincy and Traditional Affairs               | (Frau) Henry Saidu Daanaa                                                                                       | Effah Baafi, Joseph Alexander Ackon (bis 1. Juni 2014)                                                                                 |
| Minister für Jugend und Sport                                                  | Minister of Youth and Sports                                  | Elvis Afriyie-Ankrah (bis 28. Juni 2014), Mahama Ayariga (ab 28. Juni 2014)                                     | Joseph Yammin (bis 28. Juni 2014), Vincent Oppong-Asamoah (ab 28. Juni 2014)                                                           |
| Minister für Tourismus, Kultur und kreative Kunst                              | Minister of Tourism, Culture, and Creative Arts               | (Frau) Elizabeth Ofosu-Adjare                                                                                   | Dzifa Abla Gomashie-Ahiaglo |

Hinzu kommen als Staatsminister (Minister of State at the Presidency) ohne nähere Kennzeichnung ihres Ressorts:
- (Alhaji) Rashid Pelpuo
- (Frau) Comfort Ghansah
- Fiifi Fiavi Franklin Kwetey (bis 28. Juni 2014)
- Mustapha Ahmed
- Elvis Afriyie-Ankrah (ab 28. Juni 2014)
- Alhassan Azong

### Regionalminister
| Regionalminister Ghanas 2013 - 2016 | Regionalminister Ghanas 2013 - 2016                                                          | Regionalminister Ghanas 2013 - 2016      | Regionalminister Ghanas 2013 - 2016 |
| Region                              | Regionalminister                                                                             | Vize-Regionalminister                    |                                     |
| ----------------------------------- | -------------------------------------------------------------------------------------------- | ---------------------------------------- | ----------------------------------- |
| Ashanti Region                      | Samuel Sarpong, Joseph Alexander Ackon (bis 28. Juni 2014), Joseph Yammin (ab 28. Juni 2014) | Joseph Alexander Ackon (ab 1. Juni 2014) |                                     |
| Brong Ahafo Region                  | Eric Opoku                                                                                   | Samuel Adje                              |                                     |
| Central Region                      | Aquinas Tawiah-Quansah (ab 1. Juni 2014)                                                     | (Frau) Maame Pokua Sawyerr               |                                     |
| Eastern Region                      | Antwi Boasieko Sekyere                                                                       | (Frau) Mavis Ama Frimpong                |                                     |
| Greater Accra Region                | Nii Laryea Afotey-Agbo                                                                       | Isaac Nii Djanmah Vanderpuye             |                                     |
| Northern Region                     | (Alhaji) Limuna Mohammed Muniru                                                              | A.B.A. Fusein                            |                                     |
| Upper East Region                   | Ephraim Avea Nsoh                                                                            | Daniel Awenyue-Syme                      |                                     |
| Upper West Region                   | (Alhaji) Amin Amidu Sulemana                                                                 | Musheibu Mohammed-Alfa (ab 1. Juni 2014) |                                     |
| Volta Region                        | (Frau) Helen Adjoa Ntoso                                                                     | Francis Ganyaglo                         |                                     |
| Western Region                      | Paul Evans Aidoo                                                                             | Alfred Ekow Gyan                         |                                     |

### Mitglieder des Staatsrats(Council of State)
Gemäß der ghanaischen Verfassung besteht der Staatsrat (Council of State) der Republik Ghana aus 25 Personen. Ihm gehören ein ehemaliger Vorsitzender Richter am Supreme Court, jeweils ein Ex-Kommandeur der Armee und der Polizei, der Präsident des Nationalrats der Häuptlinge (National House of Chiefs), ein gewählter Vertreter jeder Region und elf vom Staatspräsidenten berufene Mitglieder an.
| Staatsrat Ghanas 2013 bis 2016 | Staatsrat Ghanas 2013 bis 2016            | Staatsrat Ghanas 2013 bis 2016                                                    |
| Lfd.Nr.                        | Name                                      | Ernennungsgrund                                                                   |
| ------------------------------ | ----------------------------------------- | --------------------------------------------------------------------------------- |
| 1                              | unbesetzt                                 | früherer Oberster Richter                                                         |
| 2                              | Seth Kofi Obeng                           | General im Ruhestand und Ex-Commander der Ghana Armed Forces                      |
| 3                              | Christopher Kobla Dewornu                 | früherer Generalinspektor der Polizei                                             |
| 4                              | John Nabilla                              | Präsident des Nationalrats der Häuptlinge                                         |
| 5                              | (Nana) Osei Asibley                       | der "Otumfo Deebuasohene" des Manhyia-Palastes in Kumasi, ernannt vom Präsidenten |
| 6                              | John Henry Martey Newman                  | ernannt vom Präsidenten                                                           |
| 7                              | Rabiatu Deinyo Ammah                      | ernannt vom Präsidenten                                                           |
| 8                              | (Frau) Cecilia Johnson                    | ernannt vom Präsidenten                                                           |
| 9                              | Patrick Enyonam Agboba (= Togbe Sri III.) | ernannt vom Präsidenten                                                           |
| 10                             | Rasheed Sulemana Mahama                   | ernannt vom Präsidenten                                                           |
| 11                             | Okogyeman Kwaku Gyamprah III.             | ernannt vom Präsidenten                                                           |
| 12                             | David Kangah                              | ernannt vom Präsidenten                                                           |
| 13                             | (Frau) Ama Benyiwa-Doe                    | ernannt vom Präsidenten                                                           |
| 14                             | (Sir) Edward Nminyuor Gyader              | ernannt vom Präsidenten                                                           |
| 15                             | Abraham Kwaku Adusei                      | Pastor, ernannt vom Präsidenten                                                   |
| 16                             | (Nana) Asiama Poku Afrifa II.             | Vertreter der Ashanti Region                                                      |
| 17                             | (Nana) Saa Gyamfuaa II.                   | Vertreter der Brong Ahafo Region                                                  |
| 18                             | Percival Alfred Kuranchie                 | Vertreter der Central Region                                                      |
| 19                             | (Nana) Kodua Kesse II.                    | Vertreter der Eastern Region                                                      |
| 20                             | Emmanuel Adzei Anang                      | Vertreter der Greater Accra Region                                                |
| 21                             | (Vo-Naa) Bawah Mohammed Baba              | Vertreter der Northern Region                                                     |
| 22                             | Jacob Kofi Ayeebo                         | Pastor, Vertreter der Upper East Region                                           |
| 23                             | (Guli-Naa) Seidu Bhat Braimah             | Vertreter der Upper West Region                                                   |
| 24                             | Torgbui Binah Lawluvi VI.                 | Vertreter der Volta Region                                                        |
| 25                             | George Kofi Dadzie                        | Vertreter der Western Region                                                      |